# Ein Platz für Tiere
Ein Platz für Tiere war eine deutsche Fernsehserie des Hessischen Rundfunks, die ab Oktober 1956 unregelmäßig im Programm der ARD ausgestrahlt wurde. In ihr vermittelte der Zoologe, Verhaltensforscher und von 1945 bis 1974 Direktor des Frankfurter Zoos, Bernhard Grzimek, den Zuschauern Wissen über Tiere und thematisierte auch den Tier- und Naturschutz. Dazu brachte er auch immer wieder Tiere aus seinem Zoo in die Sendung. Die Fernsehserie wurde mehrfach ausgezeichnet.
Zum ersten Mal wurde die Sendung am 28. Oktober 1956 ausgestrahlt, damals noch unter dem Namen Ein Platz für wilde Tiere. Die Sendezeit betrug anfänglich 15 Minuten. Mit der wachsenden Popularität Grzimeks wurde die Sendezeit auf 45 Minuten ausgedehnt und erhielt zu Beginn der 1970er-Jahre einen festen Sendeplatz am Dienstag um 20:15 Uhr. In diesem Jahrzehnt erreichte die Sendung teilweise Einschaltquoten von bis zu 75 Prozent.
Insgesamt wurden 175 Folgen ausgestrahlt. Mit dem Tod Grzimeks im März 1987 wurde die Sendung eingestellt.

## Auszeichnungen
- 1959: Goldener Bildschirm
- 1969: Goldene Kamera
- 1973: Bambi[2]